# Fine Arts Film Company
Fine Arts Film Company est une société de production créée en 1913 par Harry E. Aitken, producteur et distributeur, et D. W. Griffith.
Elle sera absorbée en 1915 par la Mutual Film Company, qui elle-même se fondra plus tard dans Triangle Film Corporation.

## Filmographie

### Année 1915
- Double Trouble
- Jordan Is a Hard Road
- The Lamb
- The Lily and the Rose
- The Martyrs of the Alamo
- Old Heidelberg
- The Penitentes
- The Sable Lorcha

### Année 1916
- Acquitted de Paul Powell
- American Aristocracy de Lloyd Ingraham
- Atta Boy's Last Race de George Siegmann
- Betty of Greystone d'Allan Dwan
- Casey at the Bat de Lloyd Ingraham
- A Child of the Paris Streets de Lloyd Ingraham
- The Children in the House
- Children of the Feud de Joseph Henabery
- The Children Pay
- Cross Currents
- Daphne and the Pirate
- The Devil's Needle de Chester Withey
- Diane of the Follies
- Don Quixote
- Fifty-Fifty
- Flirting with Fate
- The Flying Torpedo
- Going Straight
- Paria de la vie (The Good Bad Man) d'Allan Dwan
- Gretchen, the Greenhorn
- The Habit of Happiness
- The Half-Breed
- The Heiress at Coffee Dan's
- Hell-to-Pay Austin
- His Picture in the Papers
- Hoodoo Ann
- A House Built Upon Sand
- An Innocent Magdalene
- Let Katie Do It
- The Little Liar
- Little Meena's Romance
- The Little School Ma'am
- Manhattan Madness
- The Marriage of Molly-O
- Martha's Vindication
- The Matrimaniac
- The Microscope Mystery
- The Missing Links
- Mr. Goode, the Samaritan
- The Old Folks at Home
- Pillars of Society
- The Price of Power
- Reggie Mixes in
- The Rummy
- A Sister of Six
- The Social Secretary
- Sold for Marriage
- Stranded
- Sunshine Dad
- Susan Rocks the Boat
- The Wharf Rat de Chester Withey
- A Wild Girl of the Sierras de Paul Powell
- The Wood Nymph (en) de Paul Powell
- The Americano de John Emerson

### Année 1917
- Le Mauvais Garnement (The Bad Boy) de Chester Withey
- Betsy's Burglar de Paul Powell
- Cheerful Givers
- A Daughter of the Poor
- The Girl of the Timber Claims
- Hands Up!
- Her Father's Keeper
- Her Official Fathers d'Elmer Clifton et Joseph Henabery
- In Slumberland
- Jim Bludso
- The Little Yank
- A Love Sublime
- Madame Bo-Peep de Chester Withey
- Might and the Man
- Nina, the Flower Girl de Lloyd Ingraham
- An Old Fashioned Young Man
- Souls Triumphant
- Stagestruck
- A Woman's Awakening de Chester Withey